# Portugal au Concours Eurovision de la chanson 2025
 (avril 2025).
Motif : Cf. Discussion:France au Concours Eurovision de la chanson 2025/Admissibilité et Discussion:Finlande_au_Concours_Eurovision_de_la_chanson_2025/Admissibilité
- Archive Wikiwix
- Bing
- Cairn
- DuckDuckGo
- E. Universalis
- Gallica
- Google
- G. Books
- G. News
- G. Scholar
- Persée
- Qwant
- (zh) Baidu
- (ru) Yandex
- (wd) trouver des œuvres sur Wikidata

| 1. | Préciser le motif de la pose du bandeau. | Précisez le motif de la pose du bandeau en utilisant la syntaxe suivante : {{admissibilité à vérifier\|date=juin 2025\|motif=remplacez ce texte par le motif}}                                                          |
| 2. | Informer les utilisateurs concernés.     | Pensez à avertir le créateur de l'article, par exemple, en insérant le code ci-dessous sur sa page de discussion : {{subst:avertissement admissibilité à vérifier\|Portugal au Concours Eurovision de la chanson 2025}} |

Le Portugal est l'un des trente-sept pays participants du Concours Eurovision de la chanson 2025, qui se tient du 13 au 17 mai 2025 à Bâle en Suisse.

## Sélection
Le Portugal confirme sa participation au Concours le 14 août 2024, et annonce par la même occasion que son représentant et sa chanson seront sélectionnés via le Festival da Canção, qui connaîtra sa cinquante-neuvième édition.

### Format
Le format est le même que les années précédentes: vingt chansons prennent part au Festival, et sont réparties dans deux demi-finales de dix chansons chacune, dont six se qualifient pour la finale. Les cinq premières sont déterminés par les votes d'un jury et du public portugais, tandis que la sixième est repêchée par les votes du public seul lors d'un second tour de vote.

Lors de la finale, les résultats sont également déterminés par les votes du jury et ceux du public.
Les émissions sont retransmises sur RTP1, RTP África et RTP Internacional, ainsi qu'à la radio sur Antena 1 et sur Internet via RTP Play.

### Participants
Vingt compositeurs ont été sélectionnés par la RTP de deux manières: quatorze d'entre eux sont invités par le diffuseur, tandis que les six restants ont été sélectionnés parmi les 633 candidatures reçues lors de l'appel à candidatures, ouvert du 14 août au 15 octobre 2024. La liste des compositeurs est révélée par la RTP le 5 novembre 2024; les artistes sont quant à eux annoncés le 23 janvier 2025.
| Artiste                    | Titre             | Langue    | Paroles (p) & musique (m)                                                               |
| -------------------------- | ----------------- | --------- | --------------------------------------------------------------------------------------- |
| A Cantadeira               | Resposto a Mulher | Portugais | Joana Negrão (p&m)                                                                      |
| Bluay                      | Ninguém           | Portugais | Bluay (p&m), Murta (p)                                                                  |
| bombazine                  | Apago tudo        | Portugais | Filipe Andrade, Manuel Figueiredo, Manuel Granate, Manuel Protásio, Vasco Granate (p&m) |
| Capital Da Bulgária        | Lisboa            | Portugais | Capital Da Bulgária                                                                     |
| Diana Vialrinho            | Cotovia           | Portugais | Joana Alegre (p&m), Diana Vilarinho, Ricardo Ribeiro (m)                                |
| Du Nothin                  | Sobre nós         | Portugais | Beato (p&m), Jorge Ferreira (p)                                                         |
| Emmy Curl                  | Rapsodía da Paz   | Portugais | Emmy Curl (m), Catarina Miranda, Marília Miranda (p)                                    |
| Fernando Daniel            | Medo              | Portugais | Fernando Daniel, Diana Lima (p&m)                                                       |
| HENKA                      | I Wanna Destroy U | Anglais   | Cat Pereira (p&m), Jon Cassidy, Mirza Radonjica, Meyrick De La Fuente (m)               |
| Inês Marques Lucas         | Quantos queres    | Portugais | Inês Marques Lucas (p&m)                                                                |
| Jéssica Pina               | Calafrio          | Portugais | Jéssica Pina (p&m)                                                                      |
| JOSH                       | Tristeza          | Portugais | JOSH (p&m), João Gaspar (m)                                                             |
| Luca Argel ft. Pri Azevedo | Quem foi?         | Portugais | Luca Argel (p&m)                                                                        |
| Marco Rodrigues            | A minha casa      | Portugais | Tiago Machado (p&m), Marco Rodrigues (p)                                                |
| Margarida Campelo          | Eu sei que o amor | Portugais | Margarida Campelo (p&m), Ana Cláudia, Beatriz Pessoa (p)                                |
| NAPA                       | Deslocado         | Portugais | NAPA (m), João Guilherme Gomes (p)                                                      |
| Peculiar                   | Adamastor         | Portugais | João Nicolau Quintela (p&m)                                                             |
| Rita Sampaio               | Voltas            | Portugais | Tiago Sampaio (p&m), Rita Sampaio (p)                                                   |
| TOTA                       | á-tê-xis          | Portugais | TOTA (p&m), EU.CLIDES (m)                                                               |
| Xico Gaiato                | Ai Senhor         | Portugais | Xico Gaiato (p&m), Constantino, Tiago Matos (m)                                         |

1. 1 2 3 4 5 6  Chanson sélectionnée via l'appel à candidatures.

### Demi-finales
Le jury des demi-finales se compose de:
- Iolanda, autrice-compositrice-interprète, gagnante de l'édition précédente du Festival et ainsi représentante du pays au Concours Eurovision de la chanson 2024;
- Fábia Rebordão, autrice-compositrice-interprète;
- Kady, chanteuse;
- Margarida Correia Pinto, journaliste;
- Martim Sousa Tavares, chef d'orchestre;
- Miguel Ribeiro, journaliste et musicien;
- Tiago Nacarato, auteur-compositeur-interprète.

#### Première demi-finale
La première demi-finale s'est tenue le 22 février 2025 et a été présentée par Jorge Gabriel et José Carlos Malato.
- Chanson qualifiée au premier tour
- Chanson qualifiée au second tour

| Ordre | Artiste             | Titre             | Premier tour | Premier tour   | Premier tour | Premier tour | Second tour | Second tour |
| Ordre | Artiste             | Titre             | Jury (50%)   | Télévote (50%) | Total        | Place        | %           | Place       |
| ----- | ------------------- | ----------------- | ------------ | -------------- | ------------ | ------------ | ----------- | ----------- |
| 1     | Xico Gaiato         | Ai Senhor         |              |                |              |              |             |             |
| 2     | Rita Sampaio        | Voltas            |              |                |              |              |             |             |
| 3     | Du Nothin           | Sobre nós         |              |                |              |              |             |             |
| 4     | Marco Rodrigues     | A minha casa      |              |                |              |              | —           | —           |
| 5     | Margarida Campelo   | Eu sei que o amor |              |                |              |              | —           | —           |
| 6     | JOSH                | Tristeza          |              |                |              |              | —           | —           |
| 7     | Capital Da Bulgária | Lisboa            |              |                |              |              |             |             |
| 8     | Bluay               | Ninguém           |              |                |              |              | —           | —           |
| 9     | Jéssica Pina        | Calafrio          |              |                |              |              | —           | —           |
| 10    | Peculiar            | Adamastor         |              |                |              |              |             | 1           |

#### Seconde demi-finale
La seconde demi-finale a eu lieu le 1er mars 2025 et a été présentée par Tânia Ribas de Oliveira et Sónia Araújo.
| Ordre | Artiste                    | Titre             | Premier tour | Premier tour   | Premier tour | Premier tour | Second tour | Second tour |
| Ordre | Artiste                    | Titre             | Jury (50%)   | Télévote (50%) | Total        | Place        | %           | Place       |
| ----- | -------------------------- | ----------------- | ------------ | -------------- | ------------ | ------------ | ----------- | ----------- |
| 1     | A Cantadeira               | Resposto a Mulher |              |                |              |              |             |             |
| 2     | TOTA                       | á-tê-xis          |              |                |              |              |             |             |
| 3     | bombazine                  | Apago tudo        |              |                |              |              | —           | —           |
| 4     | Emmy Curl                  | Rapsodía da Paz   |              |                |              |              | —           | —           |
| 5     | Inês Marques Lucas         | Quantos queres    |              |                |              |              |             |             |
| 6     | Fernando Daniel            | Medo              |              |                |              |              | —           | —           |
| 7     | Luca Argel ft. Pri Azevedo | Quem foi?         |              |                |              |              |             |             |
| 8     | NAPA                       | Deslocado         |              |                |              |              | —           | —           |
| 9     | Diana Vialrinho            | Cotovia           |              |                |              |              | —           | —           |
| 10    | HENKA                      | I Wanna Destroy U |              |                |              |              |             | 1           |

### Finale
La finale est diffusée le samedi 8 mars 2025; elle est présentée par Filomena Cautela et Vasco Palmeirim.

Le jury est composé de représentants des cinq régions du Portugal, ainsi que des Açores et de Madère.
- Première place
- Deuxième place
- Troisième place
- Dernière place

| Ordre | Artiste           | Titre             | Jury (50%) | Jury (50%) | Télévote (50%) | Télévote (50%) | Total | Place |
| Ordre | Artiste           | Titre             | Votes      | Points     | %              | Points         | Total | Place |
| ----- | ----------------- | ----------------- | ---------- | ---------- | -------------- | -------------- | ----- | ----- |
| 1     | bombazine         | Apago tudo        | 27         | 2          |                | 6              | 8     | 7     |
| 2     | Margarida Campelo | Eu sei que o amor | 37         | 6          |                | 0              | 6     | 9     |
| 3     | HENKA             | I Wanna Destroy U | 16         | 0          |                | 12             | 12    | 4     |
| 4     | Bluay             | Ninguém           | 16         | 1          |                | 1              | 2     | 12    |
| 5     | Jéssica Pina      | Calafrio          | 52         | 10         |                | 2              | 12    | 6     |
| 6     | Marco Rodrigues   | A minha casa      | 28         | 3          |                | 4              | 7     | 8     |
| 7     | NAPA              | Deslocado         | 36         | 7          |                | 10             | 17    | 1     |
| 8     | Peculiar          | Adamastor         | 26         | 1          |                | 3              | 4     | 10    |
| 9     | Fernando Daniel   | Medo              | 42         | 8          |                | 8              | 16    | 3     |
| 10    | Emmy Curl         | Rapsodía da Paz   | 21         | 4          |                | 0              | 4     | 11    |
| 11    | JOSH              | Tristeza          | 34         | 5          |                | 7              | 12    | 5     |
| 12    | Diana Vialrinho   | Cotovia           | 57         | 12         |                | 5              | 17    | 2     |

| Ordre | Chanson           | Nord | Centre | Lisbonne | Alentejo | Algarve | Madère | Açores | Total |
| ----- | ----------------- | ---- | ------ | -------- | -------- | ------- | ------ | ------ | ----- |
| 1     | Apago tudo        | 1    | 3      | 4        | 6        | 1       | —      | 12     | 27    |
| 2     | Eu sei que o amor | 8    | 2      | 6        | 4        | 4       | 7      | 6      | 37    |
| 3     | I Wanna Destroy U | 10   | 3      | —        | 1        | —       | 2      | —      | 16    |
| 4     | Ninguém           | —    | 4      | 1        | 3        | 3       | 1      | 4      | 16    |
| 5     | Calafrio          | 3    | 6      | 7        | 12       | 8       | 8      | 8      | 52    |
| 6     | A minha casa      | —    | —      | 12       | 7        | 2       | 6      | 1      | 28    |
| 7     | Deslocado         | 2    | 7      | 5        | 5        | —       | 12     | 7      | 38    |
| 8     | Adamastor         | 12   | —      | —        | —        | 12      | —      | 2      | 26    |
| 9     | Medo              | 7    | 10     | 8        | 8        | 6       | 3      | —      | 42    |
| 10    | Rapsodía da Paz   | 5    | 1      | 3        | 2        | 5       | 5      | 10     | 21    |
| 11    | Tristeza          | 6    | 12     | 2        | —        | 7       | 4      | 3      | 34    |
| 12    | Cotovia           | 4    | 8      | 10       | 10       | 10      | 10     | 6      | 57    |

| Région   | Membres |
| -------- | ------- |
| Nord     |         |
| Centre   |         |
| Lisbonne |         |
| Alentejo |         |
| Algarve  |         |
| Madère   |         |
| Açores   |         |

## À l'Eurovision
Le Portugal participe à la première moitié de la première demi-finale, le mardi 13 mai 2025 et se qualifie pour la finale du 17 mai 2025, arrivant 9ème avec 56 points.
Le pays se classe 21ème avec 50 points lors de la finale.